# Dubnica (gmina Kosjerić)
Dubnica (cyr. Дубница) – wieś w Serbii, w okręgu zlatiborskim, w gminie Kosjerić. W 2011 roku liczyła 101 mieszkańców.